# آندریا اورلاندینی
آندریا اورلاندینی (به ایتالیایی: Andrea Orlandini) بازیکن فوتبال و اهل ایتالیا است که از سال ۱۹۷۴ میلادی عضو تیم ملی فوتبال ایتالیا بوده و در ۳ بازی ملی حضور داشته‌است. او در بازی‌های ملی‌اش گلی به ثمر نرساند.
آندریا اورلاندینی آخرین بازی ملی خود را در سال ۱۹۷۵ میلادی انجام داد.